# Irina Łobaczowa
Irina Wiktorowna Łobaczowa, ros. Ирина Викторовна Лобачёва (ur. 18 lutego 1973 w Moskwie) – rosyjska łyżwiarka figurowa, startująca w parach tanecznych z mężem Ilją Awierbuchem. Wicemistrzyni olimpijska z Salt Lake City (2006) i uczestniczka igrzysk olimpijskich w Nagano (1998), mistrzyni (2002) i wicemistrzyni świata (2003), mistrzyni Europy (2003), zwyciężczyni finału Grand Prix (2002), 4-krotna mistrzyni Rosji (1997, 2000–2002). Zakończyła karierę amatorską w 2003 roku.
Łobaczowa i Awierbuch rozpoczęli wspólną jazdę w 1992 roku, zaś wcześniej trenowali w jednej grupie z innymi partnerami. Postanowili stworzyć parę na lodzie, gdy zostali parą w życiu prywatnym. W 1995 roku wzięli ślub i przenieśli się do Stanów Zjednoczonych nadal reprezentując Rosję. W 2004 roku na świat przyszedł ich syn Martin. W 2007 roku rozwiedli się.

## Osiągnięcia

### Z Ilją Awierbuchem
| Zawody                        | 93–94          | 94–95          | 95–96          | 96–97          | 97–98          | 98–99          | 99–00          | 00–01          | 01–02          | 02–03          |                |                |                |                |                |                |                |
| Międzynarodowe                | Międzynarodowe | Międzynarodowe | Międzynarodowe | Międzynarodowe | Międzynarodowe | Międzynarodowe | Międzynarodowe | Międzynarodowe | Międzynarodowe | Międzynarodowe | Międzynarodowe | Międzynarodowe | Międzynarodowe | Międzynarodowe | Międzynarodowe | Międzynarodowe | Międzynarodowe |
| ----------------------------- | -------------- | -------------- | -------------- | -------------- | -------------- | -------------- | -------------- | -------------- | -------------- | -------------- | -------------- | -------------- | -------------- | -------------- | -------------- | -------------- | -------------- |
| Igrzyska olimpijskie          |                |                |                |                |                |                |                |                | 2              |                |                |                |                |                |                |                |                |
| Mistrzostwa świata            | 13             | 15             | 6              | 7              | 4              | 4              | 4              | 3              | 1              | 2              |                |                |                |                |                |                |                |
| Mistrzostwa Europy            |                | 9              | 5              | 5              | 4              | 3              | 4              | 3              | 3              | 1              |                |                |                |                |                |                |                |
| GP Finał Grand Prix           |                |                |                | 5              | 4              | 3              | 4              | 2              |                | 1              |                |                |                |                |                |                |                |
| GP Nations Cup                |                |                | 3              | 4              |                |                |                |                |                |                |                |                |                |                |                |                |                |
| GP NHK Trophy                 |                | 8              |                |                |                | 2              | 2              |                |                | 1              |                |                |                |                |                |                |                |
| GP Cup of Russia              |                |                | 2              | 2              | 2              |                |                | 2              |                | 1              |                |                |                |                |                |                |                |
| GP Skate America              |                |                | 2              | 2              |                | 2              | 2              |                |                |                |                |                |                |                |                |                |                |
| GP Skate Canada International |                |                | 4              |                | 3              |                |                |                |                |                |                |                |                |                |                |                |                |
| GP Trophée Lalique            | 1              |                |                |                |                |                |                | 2              |                |                |                |                |                |                |                |                |                |
| Igrzyska dobrej woli          | 2              |                |                |                | 2              |                |                |                |                |                |                |                |                |                |                |                |                |
| Krajowe                       |                |                |                |                |                |                |                |                |                |                |                |                |                |                |                |                |                |
| Mistrzostwa Rosji             | 2              | 3              | 3              | 1              | 2              | 2              | 1              | 1              | 1              |                |                |                |                |                |                |                |                |

### Z Aleksiejem Pospiełowem
| Zawody           | 91–92 |
| ---------------- | ----- |
| Nebelhorn Trophy | 1     |